# Jean-Emmanuel Ray
Pour les articles homonymes, voir Ray.
Jean-Emmanuel Ray, né le 23 décembre 1952, est un juriste français spécialiste en droit du travail.

## Biographie

### Jeunesse et études
Diplômé de la section politique, économique et sociale de l'Institut d'études politiques de Paris en 1974, il poursuit des études de droit social et de sciences politiques à l'université d'Assas (licence) et à l'université Panthéon-Sorbonne (DEA et DESS).
Il est docteur en 1983 et est reçu à l'agrégation de droit en 1984.

### Parcours professionnel
Fondateur et responsable du « DESS Droit des entreprises » (devenu Master 2 « Droit des entreprises ») à l'université d'Angers de 1985 à 1990, il y enseigne le droit du travail. Il est alors recruté comme professeur de droit à l'université Paris I Panthéon-Sorbonne où il dirige le Master 2 professionnel « Développement des ressources humaines et droit social » de École de management de la Sorbonne. Il enseigne par ailleurs le droit du travail pour les élèves de Licence 3, du Master 2 professionnel « Juriste de droit social » et du Master 2 recherche « Droit social ».
Il assure également les cours d'introduction générale au droit et de droit du travail à l'IEP de Paris, à Mines ParisTech et en troisième année de licence de droit à l'IED de l'EDS de la Sorbonne (Institut d'Études à Distance de l'École de Droit de la Sorbonne).

## Principaux ouvrages
- Les pouvoirs de l'employeur à l'occasion de la grève, sa thèse, sous la direction de Gérard Lyon-Caen, Litec (coll. Jurisclasseur), Paris, 1985.
- Nouveaux conflits collectifs dans notre société de la réputation : de la grève interne à l’action collective externalisée, Revue Sociologie du travail, numéro 2/2011.
- Moi manager, mes droits et mes devoirs, Revue Fiduciaire, 2e édition, septembre 2020
- Droit du travail, droit vivant, WK-RH / Liaisons, 28e édition, septembre 2020
- Le droit du travail à l'épreuve des TIC, Rueil-Malmaison, Liaisons

Jean-Emmanuel Ray s'est toujours intéressé aux nouvelles technologies devenues TIC, de son article paru dès février 1995 à Droit social : De Germinal à Internet : pour une redéfinition du contrat de travail, Facebook, l'employeur et le salarié, numéro de février 2011. CGT, CFDT, CNT , CE et TIC : rapports collectifs de travail et nouvelles technologies de l'information et de la communication , Droit social, mai 2012.
Pour une étude générale : De la Révolution industrielle à la Révolution numérique : les métamorphoses du droit du travail, Droit social, décembre 2011;  Tous connectés, partout, tout le temps ?, Droit social, juin 2015, p. 558.
 
Il est à ce titre souvent auditionné comme expert : Assemblée nationale, Commission sur « Les droits de l’individu dans la révolution numérique », rapport déposé par P. Bloche et P. Verchère le 22 juin 2011 ; Centre d’analyse stratégique, octobre 2010, Groupe de Travail « Travail et emploi dans 20 ans », publié à La Documentation française en septembre 2011.
En 2015, il est membre de la « Commission Combrexelle », constituée par le Premier ministre en février 2015 pour réfléchir à une nouvelle articulation des sources du droit du travail, et de la « Commission Mettling », constituée en janvier 2015 par le ministre du Travail pour réfléchir à  l'évolution du travail liée au passage au  numérique. Il a été nommé, par le Premier Ministre, en février 2020, membre de la « Commission Frouin » chargée de formuler des propositions sur le statut des travailleurs des plateformes (Uber, Deliveroo, etc.).
Il tient la chronique « Actualités des TIC » dans la revue mensuelle Droit social, la chronique juridique de Liaisons sociales Magazine ; et en alternance « Questions de droit social » au journal Le Monde.
Depuis 2011, il est membre du jury du « Prix de thèse de la CNIL ».
Il est membre du Club des juristes,, un cercle de réflexion présidé par Bernard Cazeneuve.